# 뮤지
뮤지(Muzie, 본명: 이용운, 1981년 10월 15일 ~ )는 대한민국의 가수이다. 오랜기간 언더그라운드에서 활동을 했던 싱어송라이터로, 현재는 하이사이드와 UV의 멤버이고 브랜뉴뮤직에 소속되어 있다. 2012년 10월 22일부터 2013년 5월 5일까지 MBC FM4U의 라디오 프로그램 《유세윤, 뮤지의 친한친구》진행을 맡았었다. 2012년에는 일본의 디스크자키인 프리템포와 믹스 아시아라는 프로젝트 그룹을 결성해 활동했다.
흑인R&B와 하우스 뮤직을 좋아하고, UV활동을 하면서 거의 모든 음악 장르를 섭렵하였다. 가수라는 말보다 프로듀서라는 지칭을 더 좋아한다. 2010년도 MUZIE SOUND라는 개인 소속사를 창립하여 HOT DOGG와 함께 활동했으나, 2013년 미스틱 엔터테인먼트로 소속사 이동하였다. 계약 만료 후 재계약 없이 소속사를 떠났다고 한다. 2019년 9월 30일부터 2023년 4월 16일까지 뮤지, 안영미가 두시의 데이트 최초로 공동 진행자가 되면서 진행하였다

## 학력
밝혀진 게 거의 없는 편이지만 두시탈출 컬투쇼에서 경동국민학교 현재의 경동초등학교를 졸업했다고 두시탈출 컬투쇼에서  본인이 직접 말했다.
중학교는 성수중학교를 졸업했다. 두시의 데이트에서 오늘의 케미 코너에서 성공을 해서 청취자랑 전화연결을 하게 되었는데 청취자분이 자기가 다녔던 성수중학교 1년 후배가 뮤지라고 말했고 이를 들은 뮤지가 "선배님 반갑습니다"라고 했다.
원래 다니던 고등학교는 알 수 없지만 3학년 때 직업학교인 아현산업정보학교를 다녔다고 한다.
대학교는 본인이 밝히길 클래식 작곡과를 나왔다고 한다.

## 활동
- 1997년 루이스 1집에 참여 (댄스팀 이그지스트의 멤버로 참여)
- 2003년 Lee.j와 팀 라운지 결성.[3]
- 2007년 메인 스트림, 박화요비, 리치 등등 다수의 가수에 곡을 작곡하였다.
- 2007년 DJ Muzie 비공식 앨범 발매
- 2009년 준잭의 앨범작사작곡 프로듀싱을 도맡음
- 2009년 밴드 하이사이드결성
- 2010년 유세윤과 힙합 댄스그룹 UV 결성
- 2011년 HOT DOGG 앨범 프로듀서 참여
- 2012년 프리템포와 Mix Asia 결성
- 2012년 뮤지 개인 앨범 <my name is muzie> 발매
- 2014년 영화 플랜맨 OST 참여
- 2015년 최승호 시인의 동시를 기초로 랩 동요집 발매
- 2018년 시티팝 미니앨범 "Color of night" 발매
- 2019년 싱글앨범 "밀린 일기" 발매
- 2019년 싱글앨범 "내가 널 닮아서" 발매
- 2019년 시티팝 두번째 미니앨범 "COSMOS" 발매
- 2020년 싱글앨범 "그대를 알기 전에 내 모습으로" 발매
- 2020년 싱글앨범 "너의 마음 속엔 내가 없지만" 발매
- 2021년 싱글앨범 "숨바꼭질" 발매

## 방송/연예

### 예능
- 2010년 Mnet 《UV 신드롬》
- 2011년 Mnet 《UV 신드롬 Begins》
- 2012년 Mnet 《레게 신드롬》 (단편)
- 2012년 MBC 《승부의 신》
- 2012년, 2015년, 2018년, 2019년 KBS2 《유희열의 스케치북》
- 2013년 E채널 《미확인 동영상 UFO》 (파일럿 프로그램)
- 2013년 코미디TV 《기막힌 외출-갑을전쟁》 (조기종영)
- 2013년 MBC 《무한도전》
- 2013년 KBS2 《해피투게더》
- 2013년, 2016년, 2017년 KBS2 《불후의 명곡 전설을 노래하다》
- 2013년, 2015년, 2017년, 2019년 MBC 《라디오 스타》
- 2013년 tvN 《팔도 방랑밴드》
- 2014년 XTM 《주먹이 운다 - 영웅의 탄생》
- 2014년 Mnet 《트로트 엑스》
- 2014년 Mnet 《엔터테이너스》 (조기종영)
- 2014년, 2015년, 2018년 JTBC 《히든싱어》
- 2015년 SBS 《영재발굴단》
- 2015년 tvN 《언제나 칸타레 시즌 2》
- 2015년, 2018년 MBC 《미스터리 음악쇼 복면가왕》 - 무적의 우리 친구 태권 브이 / 제87,88,89대 가왕 - 액자 속 사진 속의 그 왕밤빵 왕밤빵 왕밤빵 왕밤빵
- 2015년 SBS 《동상이몽, 괜찮아 괜찮아》
- 2016년 JTBC 《투유 프로젝트 - 슈가맨》
- 2016년 SBS 《보컬 전쟁: 신의 목소리》
- 2016년 MBC 《마이 리틀 텔레비전》
- 2016년 tvN 《노래의 탄생》
- 2016년 KBS2 《노래싸움 - 승부》
- 2017년 SBS 《DJ쇼 트라이앵글》
- 2018년 MBC 《미스터리 음악쇼 복면가왕》
- 2019년 채널A 《리와인드 - 시간을 달리는 게임》
- 2020년 MBC 《놀면 뭐하니?》
- 2021년 TV조선 《금요일은 밤이 좋아》
- 2023년 SBS 《미운우리새끼》
- 2023년 JTBC 《아는형님》
- 2023년 MBC 《황금어장 라디오스타》
- 2024년 유튜브 《노빠꾸 탁재훈》

### 드라마
- 2015년 MBC 《맨도롱 또똣》 - 이웃집 남자 역 (특별출연)
- 2016년 MBC 《한 번 더 해피엔딩》 - 점쟁이 역 (특별출연)
- 2017년 네이버TV 《썸남》 - 노래방 주인 역 (우정출연)

### 영화
- 2014년 《플랜맨》 - 심사위원2 역 (우정출연) / 주제가

### 라디오
- 2006년 위성DMB 라디오방송(ch.40) 《우연석의 Smoking Zone》
- 2010년 ~ 2011년 4월: MBC FM4U 《옹달샘과 꿈꾸는 라디오》의 ‘뮤지의 최신가요’, ‘UV와 공개방송’ 코너 고정출연
- 2011년 10월 ~ 2012년 10월 《정오의 희망곡 스윗소로우입니다》 - 토요일 코너 <DJ뮤지의 봉춘 로라장> 고정 게스트
- 2012년 8월 ~ 2013년 3월 《푸른밤 정엽입니다》 - 수요일 코너 기획특집 《문제적 문자》 고정 게스트
- 2012년 10월 22일 ~ 2013년 5월 5일 : MBC FM4U 《유세윤, 뮤지의 친한친구》 - 유세윤과 공동진행[4]
- 2019년 9월 30일 ~ 2023년 4월 16일: MBC FM4U 《두시의 데이트 뮤지,안영미 입니다》 - 안영미와 공동진행

## 수상 목록
- 2021년 MBC 방송연예대상 라디오부문 남자 우수상